# Würzburger Bischofsstreit
Der Würzburger Bischofsstreit ereignete sich von 1267 bis 1303 zwischen der trimberg-sternbergischen Partei und den Hennebergern als Folge der Sedisvakanz nach dem Tod Iring von Reinstein-Homburgs.

## Die Sedisvakanz von 1265 bis 1267
Nach dem Tod des Würzburger Bischofs Iring von Reinstein-Homburg im Jahr 1265 blieb der Würzburger Bischofsstuhl 20 Monate lang unbesetzt. Grund hierfür waren die Differenzen zwischen der „trimberg-sternbergischen und der hennebergischen Partei im Domkapitel“. Infolgedessen schlossen sich die Herren von Hohenlohe und die Bürgerschaft Würzburgs mit der trimberg-sternbergischen Kapitelsmehrheit gegen die Grafen von Henneberg zusammen.

### Die Schlacht bei Kitzingen im Jahr 1266
Am Cyriacustag, dem 8. August 1266, erlebten der Graf Hermann I. von Henneberg und sein Verbündeter Graf Heinrich II. zu Castell am Mühlberg bei Kitzingen eine Niederlage. Obwohl die Würzburger bei dieser Schlacht als Sieger hervorgetreten waren, bedeutete dies nicht, dass die bereits neun Monate währende Sedisvakanz damit beendet war. Die trimberg-sternbergische Partei, innerhalb derer es nun zu Spannungen kam, hatte es letztlich nicht geschafft, die sofortige Wahl eines Bischofs aus ihren Reihen einzuleiten. Auf der anderen Seite gaben sich die Henneberger trotz ihrer Niederlage nicht geschlagen, wie sich in den Bischofswahlen, die schließlich ein Jahr nach der Schlacht bei Kitzingen stattfanden, gezeigt hatte.
Ursprünglich war man sich nicht sicher, wie sich die beiden Ereignisse – die Schlacht bei Kitzingen und die Doppelwahl – zeitlich verknüpfen ließen. Die Erkenntnis, dass die Doppelwahl erst nach der Kitzinger Schlacht erfolgt sein konnte und somit nicht als Ursache für die kämpferische Auseinandersetzung gewertet werden kann, gilt als Füßleins Verdienst.
Am 8. August veranstaltete das Kapitel jährlich eine Gedächtnisfeier, um der bei der Schlacht Gefallenen zu gedenken.

### Die Folgen der Sedisvakanz
Durch die lange Sedisvakanz trat in Würzburg auch erstmals ein Kapitelsvikar bzw. Kapitularvikar auf, nämlich der Domkustos und Archidiakon Otto von Lobdeburg. Auch der Metropolit Erzbischof Werner von Eppstein versuchte hier – zwar erfolglos – die Rechts- und Verwaltungshoheit im Bistum zu übernehmen.

## Die Bischofsfolge von 1267 bis 1303

### Poppo III. von Trimberg (1267–1271) und Berthold I. von Henneberg (1267–1274)
Die Schlacht von Kitzingen beendete die Sedisvakanz nicht. Die Bischofswahl zwischen dem 26. Juni und dem 27. Juli 1267 endete in einem Schisma. Auf der einen Seite stand Poppo III. von Trimberg, der von der Mehrheit des Kapitels unter Führung des Domdekans Berthold von Sternberg gewählt worden war, und auf der anderen Seite der von der vermehrt thüringisch-hessischen Minderheit bestimmte Domherr Berthold I. von Henneberg. Dieser Umstand wurde auch in einem Papstbrief Clemens’ IV. aufgegriffen, denn dort heißt es: „Herbipolensi ecclesia destituta pastore due in ea electiones, una videlicet de Boppone preposito et alia de Bartoldo de Hennemberch canonico eiusdem ecclesie, fuerunt in discordia celebrate.“
Poppo III. von Trimberg und Berthold I. von Henneberg begaben sich daraufhin zum Metropoliten, Erzbischof Werner. Bevor Berthold I. von der Kurie bestätigt und zum Priester und Bischof geweiht wurde, soll Poppo III. Berufung eingelegt haben. Vierzig Jahre später behauptete Berthold I. dagegen, der Einwand Poppos III. sei erst danach erfolgt. Während der Jahreswende 1267/68 reiste Poppo an die Kurie in Viterbo zu Papst Clemens IV. und wurde dabei von drei Domherren und anfänglich auch vom Domdekan Berthold von Sternberg begleitet. Clemens IV. ordnete daraufhin nicht nur eine Untersuchung der Doppelwahl an, sondern er ermahnte die Würzburger Bürgerschaft am 19. März 1268 ebenfalls, die Würzburger Kirchenrechte zu wahren, die durch das Schisma gelitten hatten. Nach der Rückreise des Domdekans wurde der Kurienprozess, bei dem Berthold I. von Henneberg nicht anwesend war, schließlich beendet. Papst Clemens IV. erklärte „am 24. Mai 1268 die Bestätigung für ungültig und bestimmte, die Angelegenheit müsse in den Zustand zurückgeführt werden, in dem sie vor der Appellation gewesen sei.“ Das Urteil vom 24. Mai hob also Berthold von Hennebergs Bestätigung und seine Regierungshandlungen auf – seine aus der Wahl stammenden Rechte blieben ihm. Poppo erwirkte in einem zweiten Prozess zusätzlich ein päpstliches Mandat, in dem die Besitztitel und Eide Bertholds aufgehoben wurden. Da Berthold dies ignorierte, fiel er unter den Kirchenbann. In diesem zweiten Prozess, in dem Poppo die Ablehnung der Wahl Bertholds erreichen wollte, starb Ende November 1268 Clemens IV. Daraufhin wurde der Prozess durch die 3-jährige Sedisvakanz, bis zur Wahl Papst Gregors X. am 1. September 1271, unterbrochen. Schließlich starb Poppo III. von Trimberg vor Beendigung des zweiten Prozesses. Sein konkretes Todesdatum ist unbekannt – laut Forschungsstand liegt es zwischen Oktober 1268 und Mai 1271.
Bereits am 26. Juni 1271 hatte Berthold I. sein neues Epitheton angenommen, denn nun bezeichnete er sich selbst erstmals als episcopus.
Mitte des Jahres 1271 einigte sich die Mehrheit des Kapitels auf eine Anerkennung Bertholds I. von Henneberg. Bis zum Frühjahr des Folgejahres stieg dessen Urkundenzahl. In der Zwischenzeit jedoch focht der Domdekan Berthold II. von Sternberg die Wahl Bertholds I. von Henneberg „wegen (angeblicher?) persönlicher Mängel“ an und der Henneberger schickte ebenfalls einen Prokurator an die Kurie. Berthold II. von Sternberg schien nun aus dem Kapitel ausgeschlossen und ernannt wurde sein Anhänger Simon von Schlitz. Ein Bündnis vom 9. Oktober zwischen Domkapitel und Bürgerschaft sicherte der Stadt Hilfe gegen die Übergriffe des Bischofs durch das Domkapitel zu.
Der Bischof hatte Würzburg zu dieser Zeit wohl schon verlassen. Berthold I. von Henneberg verpfändete am 1. Januar 1274 die hochstiftische Burg Steckelberg bei Ramholz an Reinhard I. von Hanau. Im Gegenzug sollte dieser ihm gegen die Würzburger Bürgerschaft helfen. Am 22. September des gleichen Jahres hob Papst Gregor X. Bertholds Wahl und Weihe auf und nahm die Provision der Würzburger Kirche in Anspruch. Es ist nicht klar, wie Berthold von Henneberg auf den Abspruch seiner Wahl reagierte – dennoch bezeichnete er sich am 4. April 1279 als „quondam Erbipolensis episcopus“. Außerdem verbannte der Stadtrat drei Bürger, die Berthold die Amtsausübung ermöglicht hatten und ein verbrecherisches Bündnis mit ihm eingegangen waren.
In der Auseinandersetzung um den Würzburger Bischofsstuhl war Berthold I. von Henneberg nicht mehr präsent, allerdings wurde er später Domherr zu Mainz. In Mainz strebte er zudem einen Prozess an, um sich an der Kurie zu rehabilitieren. Ab 1307 fungierte er als Mainzer Weihbischof, wo er bei Ablassverleihungen, Altar- und Kirchenweihen belegbar ist. In fast allen Bischofskatalogen fehlt Berthold I. von Henneberg.

### Berthold II. von Sternberg (1274–1287)
Berthold II. von Sternberg hatte Poppo III. von Trimberg als Domdekan bereits 1267/68 an die Kurie begleitet und war der Führer der antihennebergischen Partei im Domkapitel. Nach der Doppelwahl bemühte er sich einen Konsens zwischen der Bürgerschaft und dem Domkapitel herzustellen. Im Jahr 1272 wurde er wegen seiner Bestrebungen, die Bischofswahl Poppos an der Kurie zu bestätigen, aus dem Kapitel ausgeschlossen. Nach dem Tod Poppos und nachdem die Wahl Bertholds I. von Henneberg kassiert worden war, ernannte Papst Gregor X. ihn am 23. Oktober 1274 zum Bischof. Die Konsekration erhielt der Sternberger zwischen November und Januar des Folgejahres durch den Mainzer Erzbischof Werner von Eppstein in Gegenwart König Rudolfs von Habsburg, der das Bistum zum Gehorsam aufforderte. 1286 wurde der Würzburger Hoftag verkündet, aus dessen Anlass König Rudolf u. a. die Beendigung des Streits zwischen den Würzburgern und Berthold forderte. Das Schisma und die lange Sedisvakanz nach dem Tod Iring von Reinstein-Homburgs forderten noch immer ihren Tribut. So versuchte Berthold zwar die Territorialpolitik Bischofs Hermann von Lobdeburg fortzusetzen – aufgrund der noch immer währenden finanziellen und politischen Probleme gelang dies jedoch nicht. Aufgrund der hohen Verschuldung mussten selbst die Würzburger Juden 1280/81 Berthold Geld zuwenden. Doch auch der Konflikt mit den Hennebergern schien noch nicht beigelegt: Eine ausgedehnte Fehde brach spätestens ab 1279 mit den hennebergischen Fürsten aus. In der ersten Hälfte des Jahres 1280 konnte Berthold Heinrich von Henneberg mit Hilfe des Bamberger Bischofs und des Fuldaer Benediktinerabtes einen Sieg davontragen. Eine Einigung zwischen den Hennebergern mit Bamberg und Fulda konnte in den Jahren 1280 bzw. 1282 erzielt werden. Das Ende der Fehde mit Würzburg wurde erst durch ein königliches Schiedsgericht 1286 erwirkt.
Das Verhältnis zwischen Berthold und den Würzburgern war angespannt. Der Klerus begehrte auf als 1279 die Zulassung der Zünfte nach einer Aufhebung 1275 wieder durchgesetzt worden war. Die Situation verschärfte sich durch Konflikte um Marktabgaben und bürgerliche Güter, die in kirchlichen Besitz gelangt waren. Diese Differenzen konnten erst durch eine königliche Vermittlung 1286 beigelegt werden. Insgesamt lässt sich sagen, dass das Würzburger Kapitel durch die Diskrepanzen mit Berthold und der Stadt finanziellen Schaden erlitten hatte und diesen durch die Besitznahme reicher Pfarreien wettzumachen versuchte.
Was den geistlichen Bereich anbetrifft, so lässt sich Berthold II. von Sternberg durchaus mit seinen Amtsvorgängern vergleichen. Neben dem Vollzug von Altar- und Kirchenweihen, sorgte er u. a. für die Inkorporation von Klöstern und Stiften mit Pfarreien. Unter ihm wurde in Würzburg auch erstmals ein Offizialat eingerichtet. Am 13. November 1287 starb Berthold von Sternberg vermutlich in Würzburg.

### Manegold von Neuenburg (1287–1303)
Schon am 2. Dezember 1287 wurde Manegold von Neuenburg einstimmig zum Bischof von Würzburg erwählt und vom Mainzer Erzbischof bestätigt. Seine Konsekration erhielt er zwischen März und Mai des Folgejahres. Reichspolitisch schien der neue Bischof eher unauffällig zu sein. Erwähnenswert hier scheint ein Streit mit den Trimbergern bezüglich der 1279 geschenkten Besitztümer. Dieser Konflikt konnte jedoch 1292 schiedsgerichtlich beigelegt werden. Ebenso konnte der Neuenburger die Forderung der Würzburger Bürgerschaft nach einem von Zünften beherrschten Rat unterbinden. Mit königlicher Hilfe blieb der Rat, wie bislang bischöflich, bestehen. Nachdem die Würzburger gewaltsam den Versuch unternommen hatten, die Geistlichkeit zu besteuern, verhängte Manegold in den Jahren 1297 und 1299 das Interdikt über die Stadt. Während seiner Amtsausübung errichtete er neue Pfarreien und hielt Diözesansynoden ab.
Am 12. Juli 1303 verstarb Manegold von Neuenburg in Würzburg und erhielt als „vir litteratus, honestus, in spiritualibus et temporalibus circumspectus“ sehr positive Resonanz.

### Edierte Quellen
- Ex Clementis IV registro. In: Epistolae saeculi XIII e regestis pontificum Romanorum selectae. Teil 3, hg. v. Carl Rodenberg, Berlin 1894, 721.
- Monumenta Boica, hg. v. der Bayerischen Akademie der Wissenschaften, Bd. 45, München 1964, 102.

### Sekundärliteratur
- August Amrhein: Reihenfolge der Mitglieder des adeligen Domstiftes zu Wirzburg, St. Kilians-Brüder genannt, von seiner Gründung bis zur Säkularisation. 742 - 1803; Festgabe zur 12hundertjährigen Jubelfeier des Martyrtodes des hl. Kilian und seiner Gefährten (Archiv des Historischen Vereines von Unterfranken und Aschaffenburg, Bd. 32), Würzburg 1889, 141.
- Engel, Wilhelm: Art. Berthold von Sternberg, in: Neue Deutsche Biographie. Behaim – Bürkel, Bd. 2, Berlin 1955, 159.
- Helmut Flachenecker: Art. Poppo von Trimberg, in: Die Bischöfe des Heiligen Römischen Reiches. Ein biographisches Lexikon, Bd. 1, Berlin 2001, 890–891.
- Helmut Flachenecker: Art. Berthold von Henneberg, in: Die Bischöfe des Heiligen Römischen Reiches. Ein biographisches Lexikon, Bd. 1, Berlin 2001, 891.
- Helmut Flachenecker: Art. Berthold von Sternberg, in: Die Bischöfe des Heiligen Römischen Reiches. Ein biographisches Lexikon, Bd. 1, Berlin 2001, 891–892.
- Helmut Flachenecker: Art. Manegold von Neuenburg, in: Die Bischöfe des Heiligen Römischen Reiches. Ein biographisches Lexikon, Bd. 1, Berlin 2001, 893.
- Füßlein, Wilhelm: Zwei Jahrzehnte würzburgischer Stifts-, Stadt- und Landesgeschichte. 1254–1277. Die Schlacht bei Kitzingen. Die Doppelwahl nach Bischof Irings Tod. Bischof Berthold von Henneberg, Meiningen 1926.
- Klaus Ganzer: Papsttum und Bistumsbesetzungen in der Zeit von Gregor IX. bis Bonifaz VIII. Ein Beitrag zur Geschichte der päpstlichen Reservationen (Forschungen zur kirchlichen Rechtsgeschichte und zum Kirchenrecht), Köln u. a. 1968, 267.
- Schäfer, Dieter: Geschichte Würzburgs. Von den Anfängen bis zur Gegenwart, München 2003, 55.
- Schöffel, Paul: Eine unbekannte Quelle zum Würzburger Bistumsstreit, in: Zeitschrift für bayerische Landesgeschichte 10 (1937), 124–132.
- Alfred Wendehorst: Die Bistümer der Kirchenprovinz Mainz / Bistum Würzburg. Das Bistum Würzburg Teil 2. Die Bischofsreihe von 1254–1455 (Germania Sacra, NF 4), Berlin 1969, 13–35.